# داماريس إيفانز
داماريس إيفانز (بالإنجليزية: Damaris Evans)‏ هي مصممة أزياء بريطانية، ولدت في 18 مارس 1975 في بادنغتون في المملكة المتحدة.